# Casa Cornide
La casa Cornide es un edificio del siglo XVIII situado en la Ciudad Vieja de La Coruña. Se trata de un buen ejemplo de arquitectura civil residencial del último período del Barroco Gallego.

## Historia
El pazo era propiedad de Diego Cornide. En este solar, aunque en un edificio anterior, nació su hijo José Cornide en 1734. En 1792 José Andrés Cornide recurrió la demolición de los soportales, obligada para el alineamiento de las calles. Esta demolición finalmente se realizó en 1870. A principios del siglo XIX se instaló en este edificio el ayuntamiento.
En el siglo XX estaba establecido en el edificio el Centro Cultural de Santo Tomás de Aquino, en el que había una sala de cine.
En 1957 fue comprado por el Ministerio de Educación para la instalación del Conservatorio, mas el ayuntamiento no lo consideró idóneo y permutó la parcela por otra, pasando entonces el pazo a propiedad del ayuntamiento. El 3 de julio de 1962, lo vendió en una subasta pública en la que resultó ganador Pedro Barrié de la Maza, quien lo cedió a Carmen Polo, esposa del dictador Francisco Franco. De esta forma, como ella relató, podía pasar días en la ciudad sin tener que abrir el pazo de Meirás. Los investigadores Carlos Babío y Manuel Pérez Lorenzo sostienen mediante diversa documentación que el proceso de venta fue un montaje para satisfacer los deseos de Carmen Polo.
En enero de 2018 el ayuntamiento de la Coruña encargó al Consejo de la Memoria Democrática analizar la situación del edificio para que pueda volver al patrimonio público. Un equipo de investigadores dirigido por Emilio Grandío concluye que la adquisición es fraudulenta, detallando el proceso diseñado para ello.
En octubre de 2020 el ayuntamiento de La Coruña inició los trámites para declarar el inmueble como bien de interés cultural, posteriormente el propio ayuntamiento hizo pública la intención de iniciar los trámites legales para la recuperación del inmueble en base a informes jurídicos. Finalmente, en abril de 2023, el Consello de la Junta la declaró Bien de Interés Cultural (BIC). Hasta agosto de 2025 no se ha abierto la posibilidad de visitar el inmueble.

## Descripción
La casa Cornide fue diseñada entre 1750 y 1760 por el ingeniero militar Francisco Llobet en estilo barroco. La fachada es de sillería de granito do país.
Tiene una forma irregular con una fachada principal de 20,60 m lineales. La fachada está rematada con una curva con el escudo de los Cornide.
El inmueble lo conforman un bajo, una planta baja y dos alturas que alcanzan los 1 430 m² en su totalidad, contando con once habitaciones y trece cuartos de baño. Destaca su biblioteca y el salón principal situados en la planta superior.